# Prescrizione presuntiva
La prescrizione presuntiva è un istituto del diritto civile italiano per il quale, trascorso un certo periodo di tempo, un diritto si presume estinto.

## Analisi
La ratio della normativa è quella di tutelare il debitore in quei particolari casi in cui il pagamento di un debito avviene, di solito, senza che  il debitore provveda a farsi rilasciare una quietanza (si pensi ai rapporti giuridici legati da profonda fiducia quali avvocato - cliente, medico - paziente). Oppure all'ipotesi in cui, in considerazione del valore esiguo della prestazione, il debitore non conservi tale quietanza per lunghi periodi. In queste ipotesi, passato un breve lasso di tempo si presume che il debito sia stato già soddisfatto e quindi il diritto estinto. I casi di prescrizione presuntiva sono tassativamente previsti dal codice civile italiano agli artt. 2954, 2955, 2956 e 2961.

## I termini

### Prescrizione presuntiva di sei mesi (art. 2954 c.c.)
Si prescrive in sei mesi il diritto degli albergatori degli osti per l'alloggio e il vitto che somministrano, e si prescrive nello stesso termine il diritto di tutti coloro che danno alloggio con o senza pensione.

### Prescrizione presuntiva di un anno (art. 2955 c.c.)
Si prescrive in un anno il diritto: 
- degli insegnanti, per la retribuzione delle lezioni che impartiscono a mesi o a giorni o a ore;
- dei prestatori di lavoro, per le retribuzioni corrisposte a periodi non superiori al mese;
- di coloro che tengono convitto o casa di educazione e di istruzione, per il prezzo della pensione e dell'istruzione;
- degli ufficiali giudiziari, per il compenso degli atti compiuti nella loro qualità;
- dei commercianti, per il prezzo delle merci vendute a chi non ne fa commercio;
- dei farmacisti, per il prezzo dei medicinali.

### Prescrizione presuntiva di tre anni (art. 2956 c.c.)
Si prescrive in tre anni il diritto: 
- dei prestatori di lavoro, per le retribuzioni corrisposte a periodi superiori al mese;
- dei professionisti, per il compenso dell'opera prestata e compiuta e per il rimborso delle spese correlative;
- dei notai, per gli atti del loro ministero;
- degli insegnanti, per la retribuzione delle lezioni impartite a tempo più lungo di un mese.

## Il caso della restituzione dei documenti
L'art. 2961 c.c. prevede come determinate figure professionali (cancellieri, arbitri e avvocati) siano esonerati dal rendere conto del contenuto dei fascicoli relativi alle cause trattate, trascorsi tre anni da quando queste siano terminate. 
Tale esonero per gli ufficiali giudiziari è di due anni dagli atti da questi effettuati.

## Rimedi
La prescrizione presuntiva, come detto, non è una prescrizione vera e propria, ma una presunzione relativa di avvenuto pagamento del debito, cui consegue l'estinzione dei diritti. A differenza delle normali presunzioni relative, ove la prova contraria è di regola ammessa senza limiti, nel caso della prescrizione presuntiva al creditore però si prospettano solo due alternative per ottenere la soddisfazione del suo credito, ovvero l'ammissione in giudizio dell'esistenza del debito da parte del debitore (art. 2959 c.c.), o il deferimento a quest'ultimo del giuramento decisorio (art. 2960 c.c.).